# Erbsencoulis

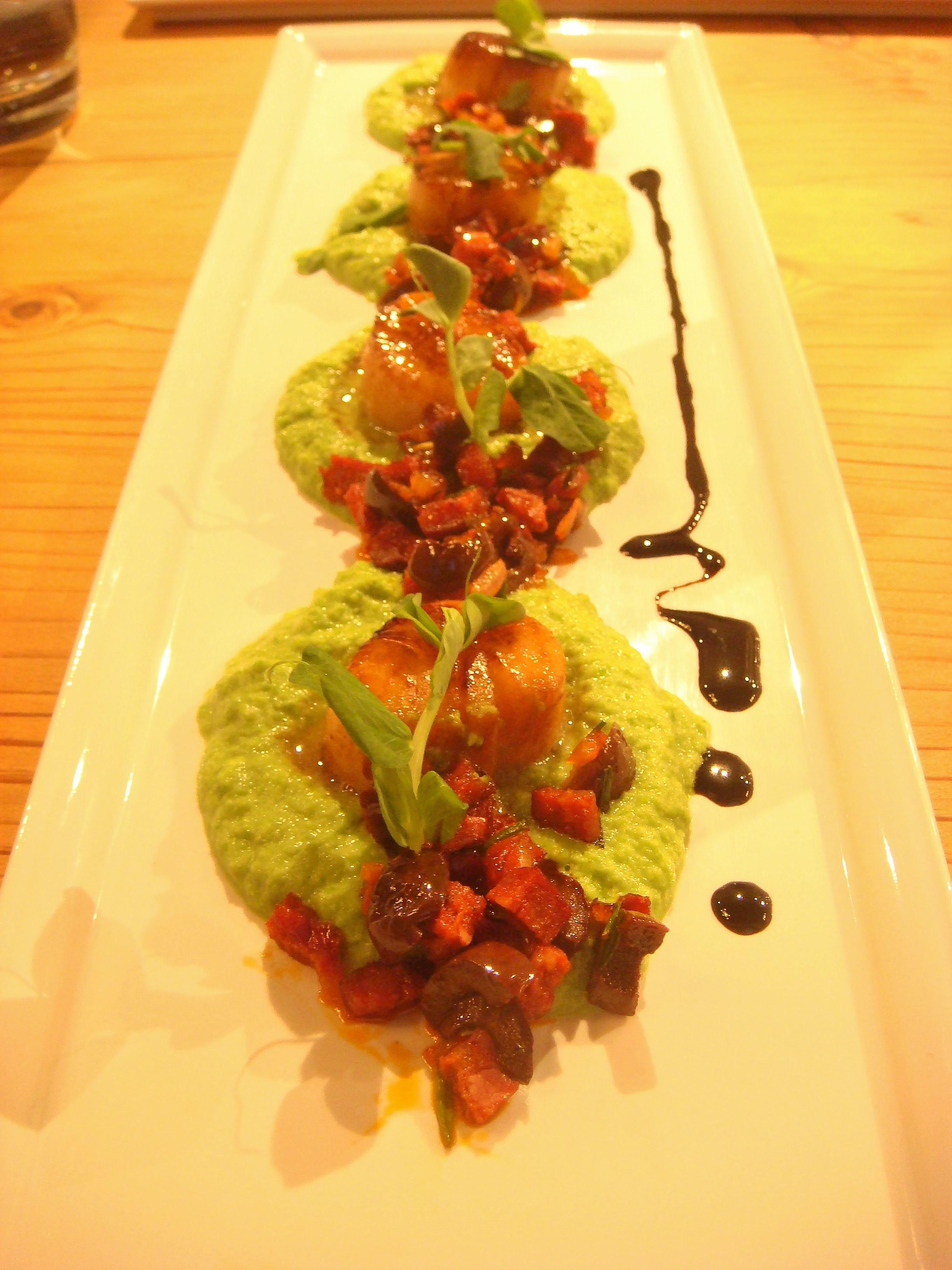
Erbsencoulis, hier als Beilage zu Kammmuscheln und Chorizo

Erbsencoulis (Coulis de pois) ist ein Püree aus grünen Erbsen ohne Salz oder Gewürze; es kann mit wenig Wasser püriert werden. Ein Coulis muss zu einer glatten Masse püriert werden. Es dient meistens als Grundsatz für Creme- oder Rahmsuppen (Crèmes), wird aber auch als Beilage verwendet.